# Pavol Hammel a Prúdy
Pavol Hammel a Prúdy je druhé album slovenské beatové skupiny Prúdy. Místo ní měla původně vyjít již nahraná a naplánovaná deska Pokoj vám, ta ovšem byla na počátku 70. let zakázána a mohla vyjít až v roce 1998. Místo ní bylo připraveno k vydání toto LP, vydané v roce 1970 v Pantonu (01 0257).

## Historie a popis
Na desce se zcela vyměnilo obsazení skupiny – po vydání předchozí desky odešla část Prúdů do nově založené skupiny Collegium Musicum. Pavol Hammel se obrátil na mladší hudebníky z amatérské kapely Inside of Fire. Příchodem mladého kytaristy Františka Grigláka se do Prúdů dostal ostřejší, místy až hardrockový zvuk. Griglák se stal pro Hammela velmi potřebným a důležitým spolupracovníkem, který se výrazně podílel na řadě skladeb (na tomto albu jich polovinu složil on). Každopádně je celé album Pavol Hammel a Prúdy opět souborem rozhlasových nahrávek, které vznikaly v roce 1970. Místy je album nekompaktní, ale jsou na něm znát všemožné hudební vlivy, které v té době v Prúdech rezonovaly. Lze se tu setkat s výrazným ovlivněním The Beatles (například skladby „Neraď mi, prosím ťa“ nebo „Princezná Zlatovláska“ s harrisonovským sólem na kytaru), s psychedelickým a hardrockovým zvukem (závěrečná píseň „Stromy“) a s popovými, bubblegumovými písničkami („Hermína“, „Koče plné ruží“). S písní „Lúčny dom“ se Hammel účastnil na světovém hudebním festivalu ve Viña del Mar v Chile. Osm skladeb z celkových čtrnácti vyšlo v roce 1970 původně na SP nebo na EP ve vydavatelství Panton. Jednalo se o singly „Koče plné ruží“ / „Kráľ slnečných hodín“ (04 0298), „Hermína“ / „Lúčny dom“ (04 0335) a EP obsahující písně „Abraka dabraka“, „Baladuška“, „Mechanická bábika“ a „Pieseň pre nikoho“ (03 0243).

## Další edice
Podruhé vyšla deska s dvěma bonusy v roce 1995 na CD a MC ve vydavatelství Bonton (71 0318-2). Na album byly přidány dva bonusy, které příliš s albem samotným nesouvisí – první z nich, píseň „Zaklínač hadov“, byla nahraná v roce 1968 jinou sestavou Prúdů a byla vydaná původně jako B-strana singlu „Čierna ruža“ z roku 1968 (Supraphon 0 43 0554 h). Druhý bonus je píseň „Biely anjel“, která je sólovou nahrávkou Pavola Hammela, nahranou 24. dubna 1970 v pražském studiu Dejvice za asistence Festivalového orchestru. Píseň vyšla v roce 1970 jako A-strana singlu (Panton 04 0293).

## Seznam skladeb
Strana A
- 1. Abraka dabraka (Pavol Hammel / Kamil Peteraj)
- 2. Neraď mi, prosím ťa (František Griglák / Boris Filan)
- 3. Lúčny dom (Pavol Hammel / Boris Filan)
- 4. Tak je mi dobre (František Griglák / Boris Filan)
- 5. Baladuška (Pavol Hammel / Kamil Peteraj)
- 6. Pieseň pre nikoho (Pavol Hammel / Ján Masaryk)
- 7. Koče plné ruží (František Griglák / Kamil Peteraj)

Strana B
- 8. Mechanická bábika (Pavol Hammel / Kamil Peteraj)
- 9. Kráľ slnečných hodín (Pavol Hammel / Boris Filan)
- 10. Hermína (František Griglák / Kamil Peteraj)
- 11. Princezná Zlatovláska (František Griglák / Kamil Peteraj)
- 12. Sen (František Griglák - Alexander Fillo / Kamil Peteraj)
- 13. V záhrade ružového zámku (Pavol Hammel / Kamil Peteraj)
- 14. Stromy (František Griglák - Pavol Hammel / Boris Filan)

Bonusy na reedici 1995
- 15. Zaklínač hadov (Peter Saller - Pavol Hammel / Milan Lasica)
- 16. Biely anjel (Pavol Hammel / Kamil Peteraj)

## Obsazení
- Pavol Hammel – zpěv, akustická kytara
- František Griglák – kytara, varhany
- Alexander Fillo – basová kytara
- Anton Kuruc – bicí nástroje

Obsazení v bonusech
- Marián Varga – klavír, varhany, cembalo, zvonkohra (15)
- Pavol Hammel – zpěv, akustická kytara (15)
- Peter Saller – sólová kytara (15)
- Vlado Kaššay – basová kytara a vokály (15)
- Ľubor Dolinský – bicí nástroje (15)
- Festivalový orchestr za vedení Josefa Vobruby (16)
- Jan Imramovský - zvonkohra (16)